# ارابه خدایان
ارابهٔ خدایان (نام اصلی: ارابه‌های خدایان: اسرار حل نشده گذشته) (به انگلیسی: Chariots of the Gods: Unsolved Mysteries of the Past) نخستین کتاب اِریش فون دِنیکِن (اِریک فون دِنیکِن)، منتشرشده در سال ۱۹۶۸ است.

## موضوع کتاب

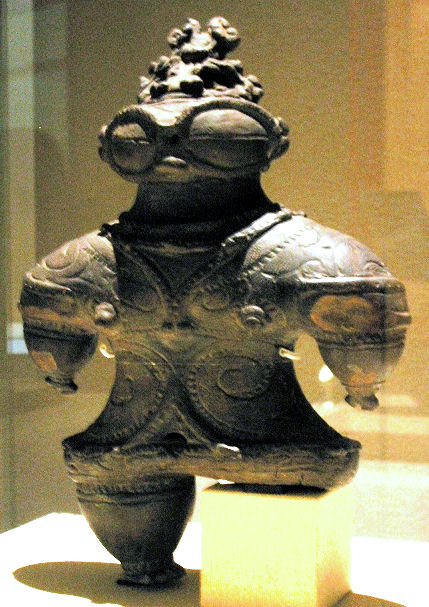
مجسمه‌ای که در ژاپن پیدا شده (مربوط به ۱۰۰۰–۴۰۰ قبل از میلاد که اِریش فون دِنیکِن معتقد است این مجسمه نمونه‌ای از فرازمینی‌هایی است که در گذشته‌های دور به زمین آمده‌اند.

اساس این کتاب بر پایهٔ این فرضیه است که بسیاری از تکنولوژیهای تمدن‌های باستانی و ادیان برگرفته از مسافران فضایی هستند که به نام خدایان پذیرفته شده‌اند. به عبارت دیگر، کلمهٔ «خدایان» که در کتاب‌های باستانی و تورات آمده، در واقع موجودات فرازمینی هستند که انسان‌های آن دوران به آن‌ها «خدایان» می‌گفتند. در این کتاب، نویسنده به بررسی آثار و نشانه‌های باقی‌مانده از مسافران فضایی در میان آثار تاریخی و باستانی و عهد عتیق می‌پردازد. ترجمه‌های مختلفی از این کتاب، با فاصلهٔ کمی از انتشار آن، در ایران در سال‌های مختلف و توسط ناشران و مترجمان مختلف به چاپ رسیده است.
از دیگر آثار این نویسنده صاحب نظریه، می‌توان به کتاب<خدایان آنسوی فضا> اشاره داشت که در حقیقت ادامه دهنده همان مبانی فکری قبلی او در کتاب ارابه‌ها می‌باشد. همچنین فیلمی سینمایی از روی کتاب او<ارابه‌های خدایان> ساخته و پرداخته شده است. وی در کتاب خدایان آنسوی فضا سعی در بسط و توسعه مبانی فکری خود داشته است. مباحث جدیدی [درزمان خود]که بر پایه داده‌های جدید کامپيوترها بوده و باورهای او را تا حد قابل قبولی منطقی و استوار تر می‌نماید.

## توضیح نگاره‌ها

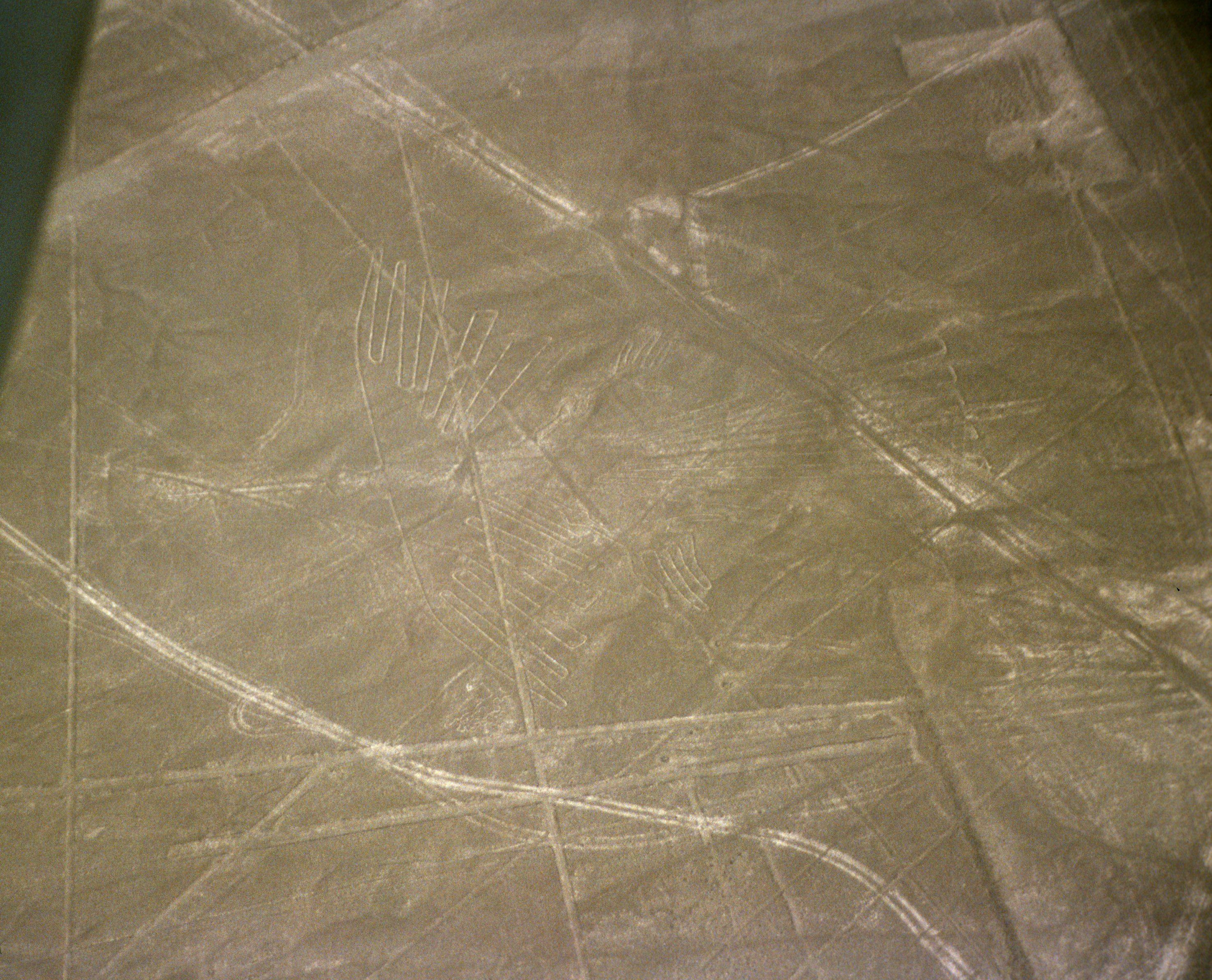
خطوط نازکا (در کشور پرو) که فقط از آسمان قابل رؤیت است

ستون آهنی دهلی در قطب منار هندوستان که هیچ‌گاه زنگ نمی‌زند

این دو نگاره، یکی در مورد خطوط نازکا در کشور پرو است که در این کتاب، نویسنده نظر می‌دهد که این خطوط می‌تواند شبیه خطوط فرودگاههای کنونی باشد. و ستون آهنی دهلی هند که مربوط به هزاران سال پیش است و هیچ‌گاه زنگ نمی‌زند. در هر صورت، نویسندهٔ کتاب عقیده دارد که این دو سازه به دست موجودات فرازمینی ساخته شده‌اند.

## فصل‌های کتاب
- فصل اول: آیا موجودات هوشمند دیگری در پهنهٔ کیهان وجود دارند؟
- فصل دوم: سفینهٔ فضایی ما روی سیاره‌ای فرود می‌آید
- فصل سوم: معماهای توجیه‌ناپذیر جهان
- فصل چهارم: آیا خدایان فضانورد بودند؟
- فصل پنجم: ارابه‌های آتشین از آسمان
- فصل ششم: خیال‌پردازی‌های قدیمی و افسانه‌ها… یا حقایق قدیمی
- فصل هفتم: عجایب دنیای قدیم یا مراکز مسافرت‌های فضایی
- فصل هشتم: سرزمین مردان پرنده
- فصل نهم: اسرار و عجایب آمریکای جنوبی
- فصل دهم: آزمودگی‌های زمین از فضا
- فصل یازدهم: ارتباط مستقیم
- فصل دوازدهم: فردا (آینده)[۳]